# 児玉信次郎
児玉 信次郎（こだま しんじろう、1906年 - 1996年1月17日）は、日本の化学者。

## 経歴
京都市に生まれる。第三高等学校（現在の京都大学）卒業後、1928年（昭和3年）京都帝国大学工学部工業化学科を卒業、理化学研究所に勤務した後に1932年（昭和7年）住友肥料製造所に転じる。1940年（昭和15年）京都帝国大学大学教授。1957年（昭和32年）に京都大学を退官後、住友化学の取締役となり、常務、専務を経て1965年（昭和40年）に副社長となった。
住友化学に勤務する傍ら、学術審議会委員、大学基準研究協議会委員、工業技術協議会臨時委員等の公職も務め、さらに日本化学会、化学工学協会、 日本特許協会、近畿化学工業会などの会長も歴任した。

## 受章歴
- 1952年（昭和27年）化学会賞
- 1970年（昭和45年）藍綬褒章
- 1976年（昭和51年）勲二等瑞宝章
- 1977年（昭和52年）高分子科学功績賞

## エピソード
- 師事していた喜多源逸に、理論物理学者である荒木源太郎の招聘を提案[3]。1943年、東京文理科大学で助教授を務めていた荒木が京都大学に移籍する契機となり、後に創設される原子核工学科の発展につながった。

## 関連書籍
- 『ノーベル賞の周辺 福井謙一博士と京都大学の自由な学風』（米澤貞次郎、化学同人） 1999年